# Александер, Анна
А́нна Алекса́ндер (англ. Anna Alexander), полное имя А́нна Э́ллисон Ба́тлер Алекса́ндер (англ. Anna Ellison Butler Alexander; ок. 1865, Сент-Саймонс, штат Джорджия, США — 24 сентября 1947, Пенник, округ Глинн, штат Джорджия, США) — первая афроамериканка, посвящённая в сан диакониссы в Епископальной церкви. Несла активное миссионерское, педагогическое и социальное служение в Епископальной епархии Джорджии. Святая.

## Ранние годы
Родилась  на острове Сент-Саймонс в штате Джорджия. Она была одиннадцатым и последним ребёнком в семье бывших рабов Джеймса «Алека» и Дафны Александер. Дата рождения Анны не была записана. В самых поздних епархиальных документах годом её рождения указан 1878, а в свидетельстве о смерти — 1881, однако эти данные нельзя считать достоверными, так как Анна намеренно занижала свой возраст, чтобы продолжать служение в церкви, достигнув преклонного возраста. Вероятно она родилась в год или сразу после окончания гражданской войны в США. Её предки имели африканское и индейское происхождение. Мать была рабыней на плантации Батлеров, дочерью рабыни с Мадагаскара, которая была изнасилована надзирателем. Отец был сыном рабыни, которая получила свободу за то, что хорошо заботилась о маленьких сыновьях хозяев. Он был личным слугой и помощником плантатора Пирса Миза-Батлера, супруга которого, британская актриса Фанни Кембл научила его читать и писать, несмотря на законы штата, запрещавшие обучать африканцев. Родители Анны поженились в 1841 году. Вскоре после её рождения, семья переехала в Пенник, в штате Джорджия, где получила землю к югу от реки Альтамаха. Отец Анны трудился плотником и был избран лидером общины. Он обучал плотницкому делу других членов общины, построил школу и основал на своей земле экспериментальную ферму.

## Служение
Анна начала служение с преподавания в государственной школе в Пеннике, но вскоре перешла в школу при епископальной церкви Святого Киприана в Дариене в штате Джорджия, где уже служили учительницами её старшие сёстры Мэри и Дора. В Брансуике в штате Джорджия она познакомилась с церковнослужителем Чарльзом А. Шоу, который вдохновил её на основание миссии в Пеннике. Осенью 1894 года, при содействии настоятеля епископальной церкви Святого Афанасия в Брансуике, Анна основала англиканскую миссию в Пеннике. Одновременно с этим, она продолжала преподавать в церковно-приходской школе в Дариене.
В 1897 году Анна поступила в педагогический колледж и была принята на работу в нормальную и индустриальную школу Святого Павла в Лоуренсвилле в штате Вирджиния. Во время её отсутствия миссия в Пеннике пришла в упадок. В 1880 году она вернулась и продолжила работу, преобразовав миссию в церковь Доброго Пастыря и основав при ней церковно-приходскую школу. Расистские законы в штате Джорджия ограничивали возможности для получения образования афроамериканцами, особенно в сельской местности, а местная епископальная епархия не оказывала существенной поддержки своим афроамериканским приходам. Анне пришлось самостоятельно искать средства на обустройство церкви и школы. В течение первых лет она преподавала у себя дома и зарабатывала на жизнь шитьем. В 1902 году на собранные средства Анна приобрела землю в Пеннике, на которой мужчины местной общины построили школу, в которой по воскресеньям проводились богослужения. На личные средства епископа Клеланда Кинлока Нельсона Анна расширила здание школы и приобрела землю для строительства церкви. В 1907 году в Пеннике прошло Второе ежегодное собрание афроамериканских приходов епархии Джорджии. В речи к собравшимся епископ Нельсон назвал Анну «набожной, благочестивой и уважаемой цветной женщиной» и возвёл её в диаконисы. Она была первой и в то время единственной афроамериканкой, ставшей церковнослужительницей.
В 1907 году епархия Джорджии была разделена. Епископ Нельсон возглавил новую епископальную епархию Атланты. Его преемник в епархии Джорджии Фредерик Фок Риз исключил афроамериканские приходы из епархиального правления и почти не поддерживал их материально. С 1919 года Анна самостоятельно собирала средства на строительство здания церкви. В 1929 году был заложен фундамент строения. Строительство храма было завершено в 1934 году при поддержке национального Фонда церковного строительства.
В своей школе Анна не только преподавала академические дисциплины, но и воспитывала в учениках чувство ответственности христианина перед теми, кто нуждался в помощи. Когда в 1923 году в Японии произошло разрушительное землетрясение, приход Доброго Пастыря пропорционально сделал самое крупное пожертвование из всех приходов епархии. Во время неурожайных лет в конце 1920-х годов и следом Великой депрессии Анна продолжала трудиться при своём приходе, занимаясь преподаванием и социальным служением. Формально обучение в церковно-приходской школе было платным и стоило пять центов в неделю, но никому ни разу не отказали в обучении из-за отсутствия средств. В 1934 году только двое из тридцати учеников школы оплачивали своё образование. Доверие и уважение, которое она заработала у жителей региона за годы службы, помогли Анне стать агентом по распределению государственной и частной помощи нуждающимся вне зависимости от расовой принадлежности.
Несмотря на дискриминацию, которой подвергались афроамериканцы в епископальной епархии Джорджии, Анна продолжала посещать епархиальные собрания, на которых представляла интересы афроамериканских приходов диоцеза. В течение десяти лет, в дополнение к скудной зарплате учителя, она подрабатывала поваром в епархиальном летнем лагере Риза на острове Сент-Саймонс. В лагерь было запрещено принимать детей афроамериканцев, но Анна приводила их с собой в качестве своих помощников. В 1936 году епископ Риз, который ранее отстранил афроамериканские приходы от участия в епархиальном собрании, выразил Анне благодарность за неустанное служение церкви. Анна Александер умерла 24 сентября 1947 года в Пеннике. В том же году афроамериканские приходы епархии Джорджии были возвращены к полноценному участию в епархиальном собрании.

## Память
В 1970 году Анна Эллисон Батлер Александер была посмертно признана в сане дьякониссы Епископальной церкви, согласно рекомендации Ламбетской конференции 1968 года. В 1998 году она была провозглашена святой в епархии Джорджия с установлением литургической памяти в день её упокоения — 24 сентября. В 2004 году останки Анны были перенесены в церковь Доброго Пастыря. В 2015 году имя Анны Александер было внесено в литургический календарь всей Епископальной церкви.